# Софит

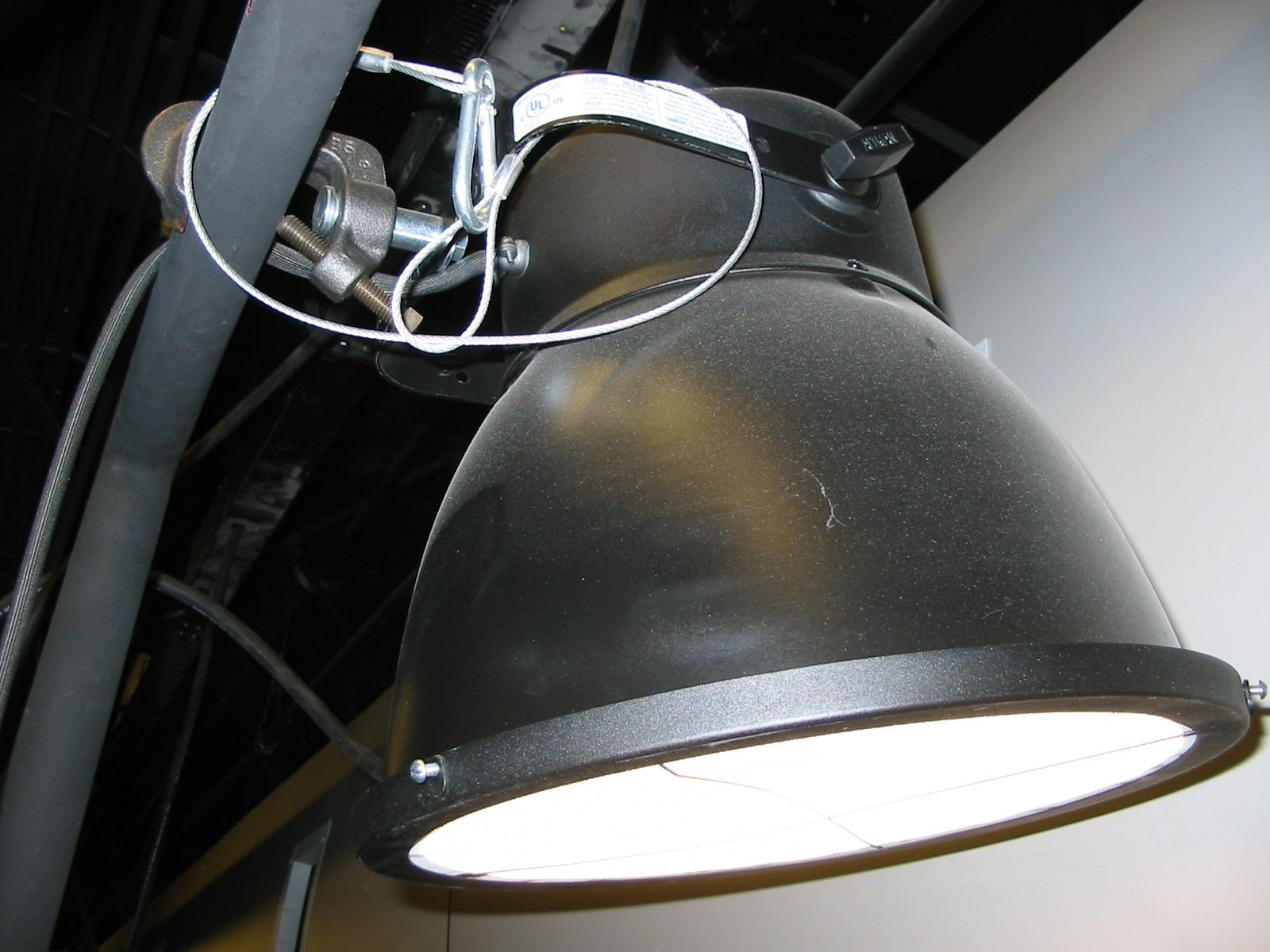
Софит

Софи́т — театральный осветительный прибор, разновидность сценического осветительного оборудования. Чаще всего снабжается простым эллипсоидным рефлектором для получения рассеянного слабо направленного освещения. Самая дешёвая разновидность театрального света. Традиционно размещается группами сверху сцены и спереди от актёров и декораций в качестве главного заполняющего освещения. Софитами также называют интерьерные источники направленного света, подвешенные под потолком жилых помещений и торговых залов. Часто такие софиты («споты») состоят только из ламп накаливания со встроенным отражающим рефлектором.